# 엑시큐어하이트론
주식회사 엑시큐어하이트론(EXICURE HITRON Inc.)는 대한민국의 보안장비 기업이다. 본사는 경기도 안성시 미양면 마산길 99-13에 위치해 있으며 대표이사는 임정훈이다. 하이트론 시스템즈에서 엑시큐어하이트론으로 사명을 변경하였다.

## 논란
2022년 3월에 감사의견 거절로 주식 거래 정지된 바 있다.

## 유상증자
2023년 운영자금 조달을 위해 (주)웰밸런스와 리딩에이스캐피탈(주)에게 제3자배정 유상증자하였다

## 참고문헌
1. ↑  하이트론씨스템즈, AI CCTV 브랜드 론칭, 뉴스핌, 2023년 12월 20일
2. ↑  하이트론, 상장유지 결정으로 인한 거래재개 첫날 상한가, 인포스톡데일리, 2023년 11월 1일
3. ↑  하이트론씨스템즈, 90억 유상증자…웰밸런스 등에 3자배정, 인포맥스, 2023년 7월 11일